# Uno scacco di Maigret
Uno scacco di Maigret (titolo originale francese Un échec de Maigret), pubblicato in traduzione italiana ora Maigret prende un granchio, è un romanzo di Georges Simenon con protagonista il Commissario Maigret, il quarantanovesimo della serie dedicata al celebre investigatore della polizia francese.
Il romanzo fu scritto a Golden Gate, villa di Cannes in Francia dal 26 febbraio al 4 marzo 1956 e pubblicato sempre in Francia, il 12 settembre dello stesso anno presso l'editore Presses de la Cité.

## Trama
In una Parigi piovosa e tetra il commissario Maigret da giorni indaga sulla scomparsa di una turista inglese in visita alla città, quando, su richiesta espressa del ministro dell'interno, riceve un grosso imprenditore di nome Fumal. Il commissario riconosce in lui un giovane compaesano poco amato fin dai tempi d'infanzia. Questi chiede, quasi ordina a Maigret di indagare su alcune lettere minatorie che sta ricevendo e che lo minacciano di morte.
Poco dopo la fine di questo colloquio arriva nell'ufficio di Maigret la segretaria dell'uomo affermando di aver visto il suo titolare scrivere lui stesso quelle lettere. Ciò nonostante il commissario fa controllare l'abitazione del Fumal, il quale però la mattina dopo viene rinvenuto ucciso.
Durante l'indagine il commissario scandaglia la vita dell'imprenditore scoprendo un mondo di rancori, odii e umiliazioni che il Fumal aveva generato in famiglia e negli affari. Fino all'ultimo il commissario cercherà tra i familiari o i collaboratori più stretti il colpevole ma solo con l'apertura della cassaforte e rilevando il furto di svariati milioni di franchi Maigret comprenderà come siano stati perpetrati sia il furto che l'omicidio. Maigret riconoscerà il colpevole nel maggiordomo del signor Fumal. Ciononostante, presumendo la cattura, l'assassino riuscirà a fuggire e a riparare all'estero. Dopo circa tre anni, però, durante un rimpatrio con un passaporto falso, l'omicida di nome Victor verrà identificato e arrestato. Anche la turista inglese, protagonista dell'altro caso non risolto dal commissario in questo romanzo, verrà poi trovata viva e vegeta in Australia, dove aveva iniziato una nuova vita.

## Adattamenti

### Televisione
- Episodio dal titolo Death of a Butcher, facente parte della serie televisiva Maigret, trasmesso per la prima volta sulla BBC il 6 novembre 1961, con Rupert Davies nel ruolo del commissario Maigret.
- Episodio dal titolo Un échec de Maigret, facente parte della serie televisiva Les enquêtes du commissaire Maigret per la regia di Gilles Katz, trasmesso per la prima volta su Antenne 2 l'8 febbraio 1987, con Jean Richard nel ruolo del commissario Maigret.
- Episodio dal titolo Un échec de Maigret, facente parte della serie televisiva Il commissario Maigret per la regia di Jacques Fansten, trasmesso per la prima volta il 31 marzo 2003, con Bruno Cremer nel ruolo del commissario Maigret. In Italia l'episodio è apparso col titolo Maigret e il compagno di scuola per la prima volta il 24 agosto 2008.

## Edizioni italiane
- Uno scacco di Maigret, traduzione di Roberto Cantini, Collana Il girasole. Biblioteca Economica n.109, Milano, Arnoldo Mondadori Editore, 1959.[1]
- Scacco a Maigret, traduzione di Marianna Basile, Milano, Mondadori, 1992.
- Maigret prende un granchio, traduzione di Carla Scaramella, Collana gli Adelphi n.273, Adelphi, 2005,  p. 154, ISBN 978-88-459-2008-0.
- in  I Maigret 10, Collana I Maigret, Milano, Adelphi, 2016, ISBN 978-88-459-3018-8. - nuova ed., Adelphi, 2019, ISBN 978-88-459-3382-0.